# Tor-Air (2008)
Tor-Air war eine schwedische Charterfluggesellschaft mit Sitz in Göteborg.

## Geschichte
Tor Air wurde 2008 gegründet und erhielt am 1. Dezember 2008 ihr Air Operator Certificate. Zu Beginn führte die Gesellschaft mit einer Boeing 737-400 vor allem Wetlease und Chartereinsätze durch, unter anderem für Norwegian, TAP Air Portugal, Cimber Sterling und Iraqi Airways. 2011 wurden mehrere Maschinen angemietet um von London-Gatwick und Manchester aus verschiedene Ziele in Griechenland, Bulgarien, Portugal und Ägypten anzufliegen.
Am 22. Dezember 2011 musste Tor Air den Betrieb einstellen.

## Flotte
Die Flotte der Tor-Air bestand im Sommer 2011 aus vier Maschinen.
| Flugzeugtyp     | Anzahl | bestellt | Anmerkungen                                                                | Sitzplätze |
| --------------- | ------ | -------- | -------------------------------------------------------------------------- | ---------- |
| Airbus A320-200 | 1      | –        | geleast von BH Air                                                         |            |
| Boeing 737-300  | 2      | –        | geleast von Small Planet Airlines Estonia und Small Planet Airlines Poland | 148        |
| Boeing 737-400  | 1      | –        |                                                                            | 162        |
| Gesamt          | 4      | –        |                                                                            |            |